# Nationaal park Mole Creek Karst
Het Nationaal park Mole Creek Karst is sinds 16 augustus 1939 een nationaal park in centraal-noordelijk Tasmanië (Australië), 168 km ten noorden van Hobart. Het park bestaat eigenlijk uit een verzameling van ongeveer 300 verspreide grotten en dolines en heeft een totale oppervlakte van 1345 ha. Het park is speciaal gecreëerd om de plaatselijke karststructuren te beschermen. De naam is afgeleid van veelvoorkomende verschijnsel in karstgebieden: onderduikende rivieren.
Twee van de grotten in het nationale park zijn toegankelijk: de King Solomonsgrot en de Marakoopagrot. Deze grotten zijn onder begeleiding te bezichtigen. Beide grotten bevatten druipsteenformaties in vele vormen en kleuren. De Marakoopagrot huisvest tevens een grote groep glimwormen. De overige grotten en karststructuren zijn niet of slecht toegankelijk. In deze gedeelten van het park zijn dan ook geen faciliteiten te vinden.
Ben Lomond · 
Cradle Mountain-Lake St Clair · 
Douglas-Apsley · 
Franklin-Gordon Wild Rivers · 
Freycinet · 
Hartz Mountains · 
Kent Group · 
Maria Island · 
Mole Creek Karst · 
Mount Field · 
Mount William · 
Narawntapu · 
Rocky Cape · 
Savage River · 
South Bruny · 
Southwest · 
Strzelecki · 
Tasman · 
Walls of Jerusalem
Nationale parken in: AUS · NSW · NT · QLD · SA · TAS · VIC · WA